# Hermòcrates (metge)
Hermòcrates  (en llatí Hermocrates, en grec antic Ἑρμοκράτης) va ser un metge d'origen grec esmentat per Marc Valeri Marcial en els seus epigrames. Es tractaria d'un metge de certa importància que hauria viscut durant el segle i.